# Sordillos
Sordillos est une commune d'Espagne dans la communauté autonome de Castille-et-León, province de Burgos. Elle s'étend sur 7,733 km2 et comptait environ 27 habitants en 2011.